# Мосімбоа-да-Прая
Мосімбоа-да-Прая (порт. Mocímboa da Praia) — місто на півночі Мозамбіку, столиця однойменного округу. Розташоване недалеко від кордону з Танзанією.

## Історія

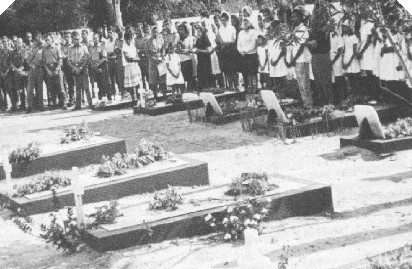
Португальське кладовище

Місто придбало популярність в колоніальний період у зв'язку з наявністю порту, через який проходив експорт природних ресурсів. Під час війни за незалежність, португальці розмістили в Мосімбоа-да-Прая свої військові бази.
Під час громадянської війни в місті були створені наметові табори для біженців з півдня країни. Багато людей так і залишилися жити тут після підписаних мирних угод в 1992 році.

## Демографія
Населення міста складає 30 950 чол. (Оціночно на 2010 рік). Багато жителів говорять на суахілі.

## Економіка
Населення міста зайнято, в основному, рибальством і лісозаготівлею.

## Транспорт
Через місто проходить міжнародна автодорога, що зв'язує Мозамбік і Танзанію. У Мосімбоа-да-Прая є аеропорт, з довжиною злітно-посадкової смуги 2000 метрів.